# Dinorah Bolandi
Dinorah Bolandi Jiménez (1923 – 2004) fue una artista costarricense. Estudió en Estados Unidos y enseñó en la Universidad de Costa Rica. Fue ganadora del principal premio nacional de arte en 1990 y al morir dejó un legado de cientos de pinturas. 

## Biografía
Bolandi nació en 1923 en San José. Su padre, Walter Bolandi, fue un destacado fotógrafo y director de fotografía y su madre, Marina Jiménez, fue pianista. Recibió lecciones de dibujo de Fausto Pacheco. Su madre se convirtió en su compañera a su regreso a su país tras quince años estudiando en Colorado y Nueva York con Ivan Olinsky y Robert Brackman.

## Carrera
Trabajó como fotógrafa en la década de 1960 antes de convertirse en profesora en la Universidad de Costa Rica y posteriormente en la Universidad Nacional de Colombia. Bolandi no estaba interesada en exhibir su trabajo, únicamente mostró cuatro de sus obras y fue solo para complacer a los demás. Le concedieron el Premio Nacional de Cultura Magón. Se retiró en 1983.
Formó parte de la primera ola de artistas femeninas costarricenses que incluía a Margarita Bertheau, Lola Fernández y Sonia Romero. Se dice que ellas cuatro, que enseñaron bellas artes en la Universidad de Costa Rica, inspiraron a la siguiente generación de mujeres artistas costarricenses.
Permaneció casi recluida en Escazú, usando a su madre, su perro y algún extraño ocasional como modelos.

## Muerte y legado
Bolandi murió en 2004 dejando más de doscientas pinturas a los museos del Banco Central. En 2014 se anunció que se nombraría una nueva galería y área de espera combinadas en el segundo piso del Teatro Melico Salazar en su honor.